# Apateu, Hajdú-Bihar
Apateu (în maghiară Körösszegapáti) este un sat în districtul Berettyóújfalu, județul Hajdú-Bihar, Ungaria, având o populație de 1.007 locuitori (2011).

## Demografie
Componența etnică a satului Apateu
     Maghiari (80,87%)
     Români (13,24%)
     Romi (5,6%)
     Necunoscut (0,29%)
     Alții (0,29%)
Componența confesională a satului Apateu
     Reformați (52,43%)
     Ortodocși (10,33%)
     Romano-catolici (7,05%)
     Fără religie (4,07%)
     Necunoscută (25,12%)
     Alte religii (3,08%)
Conform recensământului din 2011, satul Apateu avea 1.007 locuitori. Din punct de vedere etnic, majoritatea locuitorilor (80,87%) erau maghiari, existând și minorități de români (13,24%) și romi (5,6%). Apartenența etnică nu este cunoscută în cazul a 0,29% din locuitori.  Din punct de vedere confesional, majoritatea locuitorilor (52,43%) erau reformați, existând și minorități de ortodocși (10,33%), romano-catolici (7,05%) și persoane fără religie (4,07%). Pentru 25,12% din locuitori nu este cunoscută apartenența confesională.
În anul 1881 la Apateu locuiau 1517 de persoane, dintre care 971 maghiari, 478 români, și 68 din alte etnii. Din punct de vedere religios, 720 erau reformați, 710 ortodocși, 51 mozaici, 36 din alte religii.